# 산술적 위상수학
산술 위상수학은 대수적 수론과 위상수학을 연결하는 수학 분야이다. 이는 수체와 닫힌 유향 3차원 다양체 사이의 연관성을 보여준다.

## 대응
다음은 수학자들이 수체와 3차원 다양체 사이에 사용하는 몇 가지 대응성이다.
1. 수체는 닫힌 유향 3차원 3차원 다양체에 대응된다.
2. 정수환의 이데알은 연환에 해당하고, 소 이데알은 매듭에 해당한다.
3. 유리수 체 Q는 3차원 초구에 대응한다.

마지막 두 예를 확장하면, 소수와 매듭 사이에는 유추가 있는데, 이는 소수 사이의 "연결"을 고려하는 것이다. 세 쌍의 소수 (13, 61, 937)은 레데이 기호 -1으로서 2를 법으로 "연결"된다. 그러나 2를 법으로 "두 쌍으로 연결되지는 않는다"(르장드르 기호 모두 1). 따라서 이러한 소수는 "2를 법으로 적절한 보로메오 삼중체" 또는 "mod 2 보로메오 소수" 라고 불린다.

## 역사
1960년대에는 존 테이트가 갈루아 코호몰로지를 기반으로 유체론에 대한 위상수학적 해석을 제시했고, 마이클 아틴과 장루이 베르디에도 에탈 코호몰로지를 기반으로 유체론에 대한 위상수학적 해석을 제시했다. 그런 다음 데이비드 멈퍼드(그리고 독립적으로 유리 마닌)는 소 이데알과 매듭 사이의 관계를 제시했다. 이것은 베리 메이저에 의해 더욱 탐구되었다.   1990년대에 Reznikov와 Kapranov는 이러한 유추를 연구하기 시작했으며 이 연구 분야에 산술 위상수학이라는 이름을 붙였다.

## 같이 보기
- 산술 기하
- 산술 동적계
- 위상 양자장론
- 랭글랜즈 프로그램

## 더 읽어보기
- Masanori Morishita (2011), Knots and Primes, Springer, ISBN 978-1-4471-2157-2
- Masanori Morishita (2009), Analogies Between Knots And Primes, 3-Manifolds And Number Rings
- Christopher Deninger (2002), A note on arithmetic topology and dynamical systems
- Adam S. Sikora (2001), Analogies between group actions on 3-manifolds and number fields
- Curtis T. McMullen (2003), From dynamics on surfaces to rational points on curves
- Chao Li and Charmaine Sia (2012), Knots and Primes